# Saint Petersburg, Florida
Saint Petersburg je grad u američkoj saveznoj državi Floridi u okrugu Pinellas.

## O gradu
Grad je poznata turistička destinacija za američke i europske turiste. Prema nekim podacima s prosjekom oko 360 sunčanih dana godišnje grad je dobio naziv "Sunshine City".  

## Zemljopis
Grad je smješten na poluotoku između Tampa Baya i Meksičkog zaljeva. Povezan je s kopnom na sjeveru i s gradom Tampom na istoku.

## Stanovništvo
Prema podacima iz 2006. godine St. Petersburg je četvrti po veličini grad na Floridi i najveći grad na Floridi koji nije sjedište okruga. St. Petersburg je drugi po veličini grad u Tampa Bay Area, koja se sastoji od otprilike 2,7 milijuna stanovnika što je drugo najveće metropolitan statističko područje u državi.
Prema popisu stanovništva iz 2000. godine grad je imao 248.232 stanovnika,
, 109.663 domaćinstva i 61.630 obitelji. Prosječna gustoća naseljenosti je 1,607 stan./km²
Prema rasnoj podjeli u gradu živi najviše bijelaca 71,36% i Afroamerikanaca 22,36%.

## Gradovi prijatelji
- Takamatsu, Japan
- Sankt-Peterburg, Rusija

## Galerija
- Neboder američke nacionalne banke
- Stadion.
- Pogled na grad noću

## Vanjske poveznice
- Službena stranica (engl.)

### Ostali projekti
|  | Zajednički poslužitelj ima još gradiva o temi Saint Petersburg, Florida |